# Josef Brož (novinář)
Josef Brož (* 18. března 1965) je český aktivistický publicista, novinář a kritik, též překladatel a spisovatel.

## Studium
Absolvoval vojenské gymnázium v Opavě. Studoval estetiku, divadelní a filmovou vědu na pražské Filozofické fakultě Univerzity Karlovy. Během vysokoškolských studií se angažoval v SSM, podílel se na činnosti Studentského tiskového a informačního centra (STIS), na fakultě vydával časopis Situace a přispíval do časopisu Kavárna A.F.F.A, redigovaného Martinem Mejstříkem. V létě 1989 byl však ze studia vyloučen.
V září 1989 odešel přes Vídeň do Francie a tam pak studoval na divadelním institutu (Institut d'études théâtrales) pařížské Sorbonne-Nouvelle a absolvoval třetí cyklus fakulty práva a politických věd Université de Bourgogne se specializací na kulturní politiku.

## Novinář a spisovatel
V 90. letech 20. století pracoval v českých médiích Telegraf, Prostor, Český deník, Lidové noviny. Později spolupracoval také s frankofonními médii. Komentáře k zahraniční politice, zejména francouzské, psal pro MF Dnes, Hospodářské noviny, Britské listy aj. Od května 2009 působil jako redaktor a od podzimu jako zástupce šéfredaktora pro kulturu v Literárních novinách.
Před parlamentními volbami roku 1998 vydal knižní rozhovor s předsedou České strany sociálně demokratické (ČSSD) Milošem Zemanem Kdo je Miloš Zeman (Rybka Publishers, 1998). Od září 2010 do konce roku 2012 působil jako šéfredaktor brněnského knižního nakladatelství JOTA. Napsal knižní monografii Aféry Anduly Sedláčkové (Petrklíč, 2008).

## Aktivismus a politická dráha
V roce 1999 se podílel na vzniku občanské iniciativy bývalých studentů „Děkujeme, odejděte!“, která kritizovala politické spojenectví levice a pravice po vzniku tzv. opoziční smlouvy mezi tehdejší ČSSD Miloše Zemana a Občanskou demokratickou stranou (ODS) Václava Klause. V lednu 2002 se stal předsedou stejnojmenného občanského sdružení, na jehož založení se podílel.
V letech 2000–2001 se podílel na politických diskusích, které vyústily v utvoření politické strany Cesta změny. Za ni kandidoval jako regionální lídr v parlamentních volbách 2002. Na evropské úrovni se angažoval při zakládání Evropské demokratické strany (European Democratic Party), jejímž zakládajícím členem byla Cesta změny a v níž působil jako místopředseda, později jako generální sekretář. Stal se členem české Strany pro otevřenou společnost (SOS). V roce 2009 kandidoval do Evropského parlamentu na společné kandidátce koalice Starostů a nezávislých a Alternativy.